# Xesmetet
Xesmetet (pot aparèixer com a Shesmetet) fou una deessa egípcia representada com una lleona, possible manifestació de la deessa Sakhmet.
Era la deessa que protegia el naixement del rei i més tard fou la mare dels morts als papirs funeraris; el seu nom era invocat contra les forces del mal.
Se l'anomena Senyora del Punt (la regió de l'encens, a Somàlia) el que fa pensar en un origen extern i una posterior adaptació a la societat egípcia.